# Takao Yamauchi
Takao Yamauchi (japanisch 山内 貴雄 Yamauchi Takao; * 4. September 1978 in der Präfektur Hyōgo) ist ein ehemaliger japanischer Fußballspieler.

## Karriere
Yamauchi erlernte das Fußballspielen in der Schulmannschaft der Kwansei Gakuin High School und der Universitätsmannschaft der Kwansei-Gakuin-Universität. Seinen ersten Vertrag unterschrieb er 2001 bei den Cerezo Osaka. Der Verein spielte in der höchsten Liga des Landes, der J1 League. 2001 erreichte er das Finale des Kaiserpokal. Am Ende der Saison 2001 stieg der Verein in die J2 League ab. Für den Verein absolvierte er 28 Ligaspiele. Ende 2002 beendete er seine Karriere als Fußballspieler.

## Erfolge
Cerezo Osaka
- Kaiserpokal

Finalist: 2001